# Радомир Столица
Радомир Столица (3. јуна 1950 — 14. јуна 2005) је био српски историчар уметности и колекционар.

## Биографија
Рођен је 3. јуна 1950. године у Београду, у коме је провео цео свој животни век. Након завршене основне школе и VI београдске гиманзије, дипломирао је на групи за психологију Филозофског факултета у Београду 1974. године. На истом факултету дипломирао је још једном, 1978. године на групи историја уметности, музеолошки смер. Одбранио је магистарски рад из историје уметности под називом „Бечки медаљери и њихове радионице у реализацији идејних нацрта за српска и црногорска одликовања  и почетка  века”. Ментор је био проф. др. Дејан Медаковић.
Након завршеног факултета запослио се у Кадровској служби садашњег Министарства унутрашњих послова, где је провео цео радни век. Због професионалних и фалеристичких заслуга, Столица је одликован двема одликовањима: Орденом Његоша, којим га је маја 1996. године одликовао тадашњи Председник Републике Српске и Орденом југословенске заставе II степена, којим га је 28. децембра 2008. године одликовао Председник СР Југославије Војислав Коштуница.
Столица је био један од најактивнијих чланова Комисије Савезног извршног већа СР Југославије која је имала задатак да предложи и реализује израду последњих југсловенских одличја — ордења и медаља СР Југославије. Столица је био идејни аутор неких од ових одликовања, те аутор свих трака и ленти за одликовања СРЈ.
Био је члан и сарадник Српског нумизматичког друштва и један од оснивача и чланова Српског хералдичког друштва Бели орао. У Српско нумизматичко друштво се учланио као ученик 1966. године и био његов члан више од 20 година, до 1988. године, а након тога је наставио сарадњу са овим друштвом кроз објављивање стручних радова у часописима „Динар” и „Орден”. За допринос фалеристичког секцији српске нумизматике, додељена му је Захвалница Српског нумизматичког друштва (1981. године), те плакета СНД (1983. године).
Столица је био колекционар националних одликовања (Србија, Црна Гора, „све три” Југославије и Републике Српске). Такође је скупљао и руска и бугарска одликовања, те друга одликовања европских и неевропских држава, као Јапана. Неки од униката ове колекције објавила је у свом познатом каталогу Мила Пилетић. Према наводима Ранка Мандића из 2005. године, колекција је била у поседству породице.
Био је главни сарадник и рецензент генерала Богдана Суботића, аутора књиге „Одликовања Републике Српске” из 2002. године. Осим радова из области фалеристике, објављивао је радове из других области, посебно историје српске полиције. Радови су објављивани у стручним часописима Министарства унутрашњих послова. Најзначајнија је серија чланака „Велика имена старе српске полиције” која је објављивана почев од јануара 1996. године.
Преминуо је 14. јуна 2005. године у Београду.

## Изабрана библиографија
Испод приложена библиографија радова Радомира Столице је објављена у чланку Ранка Мандића у часопису „Орден” број 5, 2005. године:
- Stolica, Radomir (1974). „Srebrne kolajne za hrabrost iz ratova 1876 — 1878. godine”. Kolekcionari : Jugoslovenski informativni časopis za filateliju i numizmatiku. Beograd: Jugoslavika moderna (1): 63. ISSN 0351-9481.  16056322
- Stolica, Radomir (1975). „Medalje za hrabrost iz 1912. godine”. Kolekcionari : Jugoslovenski informativni časopis za filateliju i numizmatiku. Beograd: Jugoslavika moderna (4): 53—54. ISSN 0351-9481.  16056322
- Stolica, Radomir (1975). „Krst milosrđa”. Kolekcionari : Jugoslovenski informativni časopis za filateliju i numizmatiku. Beograd: Jugoslavika moderna (5): 61—62. ISSN 0351-9481.  16056322
- Stolica, Radomir (1975). „Spomenica 1918—1919.”. Kolekcionari : Jugoslovenski informativni časopis za filateliju i numizmatiku. Beograd: Jugoslavika moderna (6): 62—63. ISSN 0351-9481.  16056322
- Stolica, Radomir (1975). „Crnogorska medalja za revnost”. Kolekcionari : Jugoslovenski informativni časopis za filateliju i numizmatiku. Beograd: Jugoslavika moderna (7): 63. ISSN 0351-9481.  16056322
- Stolica, Radomir (1975). „Akademski znak Srpske vojne akademije”. Kolekcionari : Jugoslovenski informativni časopis za filateliju i numizmatiku. Beograd: Jugoslavika moderna (9). ISSN 0351-9481.  16056322
- Stolica, Radomir (1975). „Medalja za građanske zasluge”. Kolekcionari : Jugoslovenski informativni časopis za filateliju i numizmatiku. Beograd: Jugoslavika moderna (10/11): 63—64. ISSN 0351-9481.  16056322
- Stolica, Radomir (1975). „Spomenica srpsko-bugarskog rata 1885—1886. godine”. Kolekcionari : Jugoslovenski informativni časopis za filateliju i numizmatiku. Beograd: Jugoslavika moderna (10/11): 62—63. ISSN 0351-9481.  16056322
- Stolica, R. (1975). „Zlatne kolajne za hrabrost sa likom Milana Obrenovića”. Kolekcionari : Jugoslovenski informativni časopis za filateliju i numizmatiku. Beograd: Jugoslavika moderna (13): 62—64. ISSN 0351-9481.  16056322
- Stolica, Radomir (1975). „Crnogorski orden crvenog krsta iz 1913. godine”. Kolekcionari : Jugoslovenski informativni časopis za filateliju i numizmatiku. Beograd: Jugoslavika moderna (14). ISSN 0351-9481.  16056322
- Stolica, Radomir (1976). „Spomenica četrdesetogodišnjice svetoandrejske skupštine”. Kolekcionari : Jugoslovenski informativni časopis za filateliju i numizmatiku. Beograd: Jugoslavika moderna (16). ISSN 0351-9481.  16056322
- Stolica, Radomir (1976). „Vojnički orden karađorđeve zvezde sa mačevima”. Kolekcionari : Jugoslovenski informativni časopis za filateliju i numizmatiku. Beograd: Jugoslavika moderna (18). ISSN 0351-9481.  16056322
- Столица, Радомир (1978). „Споменица на прославу 60-годишњице Краљеве гарде из 1898. године”. Нумизматичар. Београд: Народни музеј : Српско нумизматичко друштво (1). ISSN 0350-9397.  15954690
- Столица, Радомир (1979). „Спомен-медаљон руске царице Јелисавете поводом оснивања српског војничког насеља „Нове Сербије” (1751)”. Нумизматичар. Београд: Народни музеј : Српско нумизматичко друштво (2). ISSN 0350-9397.  15954690
- Ордење, медаље Србије и Црне Горе : збирка Марка Поповића : Манакова кућа, Београд 1979 / [уредник Јован Тодоровић ; концепција и поставка Мирјана Филиповић, Марко Поповић]. Београд: Музеј града, (Београд : "Радиша Тимотић"). 1979.  36025863
- Stolica, Radomir (1979—2002). „Spomenica na proslavu 60-godišnjice Kraljeve garde iz 1898. g.”. Orden : faleristički časopis Srpskog numizmatičkog društva Beograd. Beograd: [Srpsko numizmatičko društvo], (Beograd : Pangraf) (1).  112253196
- Ордење медаље Србије и Црне Горе: из збирке Звонка Марковића (Крагујевац). Крагујевац: Народни музеј. 1982.  516758877
- Столица, Радомир (1985). „Бечки медаљери и њихове радионице у реализацији идејних нацрта за српска и црногорска одликовања XIX и почетка XX века”. Свеске. Београд: Друштво историчара уметности СР Србије, (Београд : "Радиша Тимотић"). VIII (16): 32—38. ISSN 0350-3348.  36025100  7779330
- Столица, Радомир (1996). „Медаља за ревносну службу”. Свеске. Београд: Друштво историчара уметности СР Србије, (Београд : "Радиша Тимотић") (23—26). ISSN 0350-3348.  7779330
- Stolica, Radomir (2000). „Akademski znak Srpske vojne akademije” (PDF). Dinar : numizmatički časopis. Beograd: Srpsko numizmatičko društvo (13). ISSN 1450-5185.  66160140  66160140
- Stolica, Radomir (2000). „Akademski znak ratne mornarice iz 1924. godine” (PDF). Dinar : numizmatički časopis. Beograd: Srpsko numizmatičko društvo (14): 39. ISSN 1450-5185.  74460162  66160140  66160140
- Stolica, Radomir (2000). „Ustavna spomen-medalja iz 1888. godine” (PDF). Dinar : numizmatički časopis. Beograd: Srpsko numizmatičko društvo (15): 41—42. ISSN 1450-5185.  77463042  66160140  66160140
- Stolica, Radomir (2001). „Znaci podmorničara Kraljevine Jugoslavije” (PDF). Dinar : numizmatički časopis. Beograd: Srpsko numizmatičko društvo (16): 35—36. ISSN 1450-5185.  93532418  66160140  66160140
- Stolica, Radomir (2001). „Kako je redizajniran Orden jugoslovenske zastave prvog stepena” (PDF). Dinar : numizmatički časopis. Beograd: Srpsko numizmatičko društvo (17). ISSN 1450-5185.  66160140  66160140
- Stolica, Radomir (2001). „Spomen medalja Vojno-tehničkog zavoda u Kragujevcu” (PDF). Dinar : numizmatički časopis. Beograd: Srpsko numizmatičko društvo (17): 42—43. ISSN 1450-5185.  66160140  66160140
- Столица, Радомир (2002). „Предговор”. у Одликовања Републике Српске / [Богдан Суботић]. Бања Лука: Служба Предсједника Републике Српске. стр. 7—13. ISBN 99938-692-0-1.  190290183  190290183
- Stolica, Radomir (2002). „Orden Nemanje” (PDF). Dinar : numizmatički časopis. Beograd: Srpsko numizmatičko društvo (18). ISSN 1450-5185.  66160140  66160140
- Stolica, Radomir (2002). „Medalja čovekoljublja”. Dinar : numizmatički časopis. Beograd: Srpsko numizmatičko društvo (19). ISSN 1450-5185.  66160140  66160140
- Stolica, Radomir (2002). „Jubilarni oficirski znak prve srpske dobrovoljačke divizije u Rusiji 1916-1917.”. Orden : faleristički časopis Srpskog numizmatičkog društva Beograd. Beograd: [Srpsko numizmatičko društvo], (Beograd : Pangraf) (2).  112253196
- Stolica, Radomir (2003). „Cvijićeva medalja : Veliko odlikovanje Savezne Republike Jugoslavije za naučnike” (PDF). Dinar : numizmatički časopis. Beograd: Srpsko numizmatičko društvo (20). ISSN 1450-5185.  66160140  66160140
- Stolica, Radomir (2003). „Medalja Obilića : lik kosovskog junaka na velikom jugoslovenskom odlikovanju” (PDF). Dinar : numizmatički časopis. Beograd: Srpsko numizmatičko društvo (21): 42—43. ISSN 1450-5185.  66160140  66160140
- Stolica, Radomir (2003). „Znak 14. pešadijskog Olonjeckog puka srpskog kralja Petra I” (PDF). Dinar : numizmatički časopis. Beograd: Srpsko numizmatičko društvo (21): 48—49. ISSN 1450-5185.  66160140  66160140
- Stolica, Radomir (2003). „Medalja za revnosnu službu : ili najstarija srpska odlikovanja dodeljivana pripadnicima vojske i licima građanskog i duhovnog reda”. Orden : faleristički časopis Srpskog numizmatičkog društva Beograd. Beograd: [Srpsko numizmatičko društvo], (Beograd : Pangraf) (3): 24—27.  112253196
- Stolica, Radomir (2003). „Medalja za dugogdišnju revnosnu službu u oblastima odbrane i bezbednosti”. Orden : faleristički časopis Srpskog numizmatičkog društva Beograd. Beograd: [Srpsko numizmatičko društvo], (Beograd : Pangraf) (3): 28—29.  112253196
- Stolica, Radomir (2004). „Orden viteškog mača” (PDF). Dinar : numizmatički časopis. Beograd: Srpsko numizmatičko društvo (22): 87—88. ISSN 1450-5185.  129964044  66160140  66160140
- Stolica, Radomir (2004). „Znak oficirskog mačevalačkog kluba viteškog društva "Dušan Silni"” (PDF). Dinar : numizmatički časopis. Beograd: Srpsko numizmatičko društvo (22): 89—91. ISSN 1450-5185.  129964300  66160140  66160140
- Stolica, Radomir (2004). „Krst milosrđa” (PDF). Dinar : numizmatički časopis. Beograd: Srpsko numizmatičko društvo (23): 82—85. ISSN 1450-5185.  130126860  66160140  66160140
- Stolica, Radomir (2004). „Medalja belog anđela” (PDF). Dinar : numizmatički časopis. Beograd: Srpsko numizmatičko društvo (23): 85—87. ISSN 1450-5185.  130128652  66160140  66160140
- Stolica, Radomir (2004). „Spomenica stogodišnjice Prvog srpskog ustanka i krunisanja kralja Petra I”. Orden : faleristički časopis Srpskog numizmatičkog društva Beograd. Beograd: [Srpsko numizmatičko društvo], (Beograd : Pangraf) (4).  112253196
- Stolica, Radomir (2005). „Odlikovanje dvorskog majstora” (PDF). Dinar : numizmatički časopis. Beograd: Srpsko numizmatičko društvo (24): 81. ISSN 1450-5185.  130179084  66160140  66160140
- Stolica, Radomir (2005). „Medalja časti : Veliko odlikovanje Savezne Republike Jugoslavije za herojska dela njenih građana” (PDF). Dinar : numizmatički časopis. Beograd: Srpsko numizmatičko društvo (24): 82—83. ISSN 1450-5185.  130179340  66160140  66160140